# Proofs from THE BOOK
Proofs from THE BOOK è un manuale di eleganti dimostrazioni di celebri teoremi della matematica, scritto da Martin Aigner e Günter M. Ziegler e pubblicato nel 1998. Le illustrazioni del libro sono di  Karl H. Hofmann. Il testo è stato tradotto in almeno tredici lingue diverse.
Il titolo si riferisce all'idea di Paul Erdős (alla cui memoria il libro è dedicato) dell'esistenza di un "Libro" divino in cui sono contenute le migliori e le più eleganti dimostrazioni; il libro si propone di presentare e spiegare alcune dimostrazioni ritenute talmente belle da dover far parte del Libro. Lo stesso Erdős diede diversi suggerimenti, ma morì prima della pubblicazione. Alcuni teoremi sono presenti con diverse dimostrazioni e con alcuni risultati collegati.

## Contenuti
Il libro è diviso in cinque sezioni:
- teoria dei numeri: i teoremi dimostrati sono l'infinità dei numeri primi (sei dimostrazioni diverse), il postulato di Bertrand, la reciprocità quadratica, il teorema di Fermat sulle somme di due quadrati, il teorema di Wedderburn sui corpi finiti, l'irrazionalità di e e il calcolo di ζ(2);
- geometria: presenta la soluzione del terzo problema di Hilbert, alcune conseguenza della formula di Eulero, una discussione della congettura di Borsuk e la dimostrazione del teorema di rigidità di Cauchy;
- analisi: vi sono diverse dimostrazioni legate all'ipotesi del continuo e alla numerabilità dei numeri razionali, un "elogio delle disuguaglianze", il problema dell'ago di Buffon e la dimostrazione del teorema fondamentale dell'algebra;
- combinatoria: presenta il principio dei cassetti, alcuni teoremi sugli insiemi finiti e sui quadrati latini;
- teoria dei grafi: vi è, tra gli altri, la dimostrazione del teorema dei cinque colori.